# Claude de L'Estoile
Claude de L'Estoile (n. 1602, Paris, Regatul Franței – d. 4 februarie 1652, Paris, Regatul Franței) a fost un dramaturg și poet francez.

## Biografie
Al treilea fiu al lui Pierre de L'Estoile de la care și-a moștenit averea, s-a dedicat în întregime poeziei și literaturii și a devenit unul dintre primii membri ai Academiei Franceze în 1634. A fost autor de ode și strofe precum și a două piese de teatru, La belle esclave, o tragicomedie apărută în 1643, și L'Intrigue des filous, o comedie apărută în 1644.
O a treia piesă, Le Secrétaire de Saint-Innocent, a rămas neterminată. De asemenea, a produs două balete, Le Ballet du naufrage heureux și Maistre Galimathias, interpretate în fața regelui în 1626 și, de asemenea, a colaborat cu François Le Métel de Boisrobert, Pierre Corneille, Jean de Rotrou și Guillaume Colletet la piesele cunoscute sub numele de „cei cinci autori”, L'Aveugle de Smyrne și La Comédie des Tuileries, interpretată în 1638.
Paul Pellisson spunea despre el că „când a compus o lucrare, i-a citit-o servitorului său (cum se spune și despre François de Malherbe) pentru a ști dacă a reușit, crezând că versurile nu aveau desăvârșirea lor deplină dacă nu ar fi umplute de o anumită frumusețe, pe care o simt chiar și cei mai aspri și mai cruzi oameni. [...] Avea o dispoziție extraordinar de înclinată spre iubire și această pasiune i-a cauzat aproape toate necazurile și relele vieții sale. [...] A lucrat cu o grijă extraordinară și a trecut peste aceleași lucruri de o sută de ori; prin urmare avem atât de puține lucrări ale lui.
Tatăl său, în timpul vieții, a locuit cu el la Hôtel de Saint-Clair, la 40 rue Saint-André-des-Arts, în actualul arondisment 6 din Paris, pe care l-a moștenit.

## Opere
(*Apăsați „arată” pentru extinderea tabelului, sau „ascunde”, pentru ascunderea sa.)
| Titlu                                        | Autor                                                                                                   | Editor                                                       | Tip operă     | Tip                 | Limba    | Url                                    |
| -------------------------------------------- | --- | ------------------------------------------------------------ | ------------- | ------------------- | -------- | -------------------------------------- |
| Le balet du naufrage heureux 14 pagini       | L'Estoile, Claude de 1626                                                                               | s.N.                                                         | Balet         | monografie tipărită | franceză | gallica.bnf.fr (accesat la 28/03/2024) |
| Maistre Galimathias                          | L'Estoile, Claude de 1626                                                                               | s.N.                                                         | Balet         | monografie tipărită | franceză | gallica.bnf.fr (accesat la 28/03/2024) |
| Vers sur le sujet du ballet du roy 18 pagini | L'Estoile, Claude de 1627                                                                               | necunoscut Paris                                             | Comedie-balet | monografie tipărită | franceză | gallica.bnf.fr (accesat la 28/03/2024) |
| La comedie des Tuilleries 159 pagini         | Boisrobert, François de Corneille, Pierre Rotrou, Jean de Colletet, Guillaume L'Estoile, Claude de 1638 | A. Courbé Paris                                              | Comedie       | monografie tipărită | franceză | gallica.bnf.fr (accesat la 28/03/2024) |
| L'Aveugle de Smyrne 98 pagini                | Boisrobert, François de Corneille, Pierre Rotrou, Jean de Colletet, Guillaume L'Estoile, Claude de 1638 | A. Courbé Paris                                              | Tragicomedie  | monografie tipărită | franceză | gallica.bnf.fr (accesat la 28/03/2024) |
| La belle esclave 116 pagini                  | L'Estoile, Claude de 1642                                                                               | l'imprimerie des nouveaux caractheres de Pierre Moreau Paris | Tragicomedie  | monografie tipărită | franceză | gallica.bnf.fr (accesat la 28/03/2024) |
| L'intrigue des filous 95 pagini              | L'Estoile, Claude de 1654                                                                               | C. de La Rivière Lyon                                        | Comedie       | monografie tipărită | franceză | gallica.bnf.fr (accesat la 28/03/2024) |